# Сто лет одиночества
«Сто лет одиночества» (исп. Cien años de soledad) — роман колумбийского писателя Габриэля Гарсиа Маркеса, одно из наиболее характерных и популярных произведений в направлении магического реализма. Первое издание романа было опубликовано в Буэнос-Айресе в июне 1967 года тиражом 8000 (сначала 3000 — потом 5000) экземпляров. Роман был удостоен премии Ромуло Гальегоса. На сегодняшний день продано более 30 миллионов экземпляров, роман переведён на 35 языков мира.

## Исторический контекст
Роман «Сто лет одиночества» был написан Гарсиа Маркесом в течение 18 месяцев, между 1965 и 1966 годами в Мехико. Оригинальная идея этого произведения появилась в 1952 году, когда автор посетил свою родную деревню Аракатака в компании матери. В его рассказе «День после субботы», опубликованном в 1954 году, первый раз появляется Макондо. Свой новый роман Гарсиа Маркес планировал назвать «Дом», но в итоге передумал, чтобы избежать аналогий с романом «Большой дом», опубликованным в 1954 году его другом Альваро Самудио.
Первый, считающийся классическим, перевод романа на русский язык принадлежит Нине Бутыриной и Валерию Столбову (1970). Современный перевод, получивший распространение сейчас на книжных рынках, был выполнен Маргаритой Былинкиной. В 2014 году перевод Бутыриной и Столбова был переиздан, эта публикация стала первой легальной версией.

## Композиция
Книга состоит из 20 неименованных глав, в которых описывается история, закольцованная во времени: события Макондо и семьи Буэнди́а, например, имена героев, повторяются снова и снова, объединяя фантазию и реальность. В первых трёх главах рассказывается о переселении группы людей и основании деревни Макондо. С 4 по 16 главы повествуется об экономическом, политическом и социальном развитии селения. В последних главах романа показан его закат.
Почти все предложения романа построены в косвенной речи и довольно длинны. Прямая речь и диалоги почти не используются. Примечательно предложение из 16-й главы, в котором Фернанда дель Карпио причитает и жалеет себя, в печатном виде занимает две с половиной страницы.

## История написания
«…У меня была жена и двое маленьких сыновей. Я работал пиар-менеджером и редактировал киносценарии. Но чтобы написать книгу, нужно было отказаться от работы. Я заложил машину и отдал деньги Мерсе́дес. Каждый день она так или иначе добывала мне бумагу, сигареты, все, что необходимо для работы. Когда книга была кончена, оказалось, что мы должны мяснику 5000 песо — огромные деньги. По округе пошёл слух, что я пишу очень важную книгу, и все лавочники хотели принять участие. Чтобы послать текст издателю, необходимо было 160 песо, а оставалось только 80. Тогда я заложил миксер и фен Мерседес. Узнав об этом, она сказала: „Не хватало только, чтобы роман оказался плохим“».— Из интервью Гарсиа Маркеса журналу Esquire

## Центральные темы

### Одиночество
На протяжении романа всем его героям назначено судьбой страдать от одиночества, которое является врождённым «пороком» семьи Буэнди́а. Селение, где происходит действие романа, Макондо, также одинокое и отделённое от современного ему мира, живёт в ожидании визитов цыган, привозящих с собой новые изобретения, и в забвении, в постоянных трагических событиях в истории культуры, описанной в произведении.
Одиночество более всего заметно в полковнике Аурелиано Буэнди́а, поскольку его неспособность выражать свою любовь заставляет его уходить на войну, оставляя своих сыновей от разных матерей в разных селениях. В другом эпизоде он просит начертить вокруг него трёхметровый круг, и чтобы к нему никто не приближался. Подписав мирный договор, он стреляет себе в грудь, чтобы не встречаться со своим будущим, но из-за своей неудачливости не достигает цели и проводит свою старость в мастерской, изготавливая золотых рыбок в честном согласии с одиночеством.
Другие герои романа также терпели последствия одиночества и заброшенности:
- основатель Макондо Хосе́ Арка́дио Буэнди́а (много лет провёл в одиночестве под деревом);
- У́рсула Игуара́н (жила в уединении своей старческой слепоты);
- Хосе Аркадио и Ребека (ушли жить в отдельный дом, чтобы не позорить семью);
- Амаранта (была всю жизнь незамужней);
- Герине́льдо Ма́ркес (всю жизнь ждал так и не полученных пенсии и любви Амаранты);
- Пьетро Кре́спи (отвергнутый Амарантой самоубийца);
- Хосе Аркадио Второй (после увиденного расстрела никогда и ни с кем не вступал в отношения и провёл свои последние годы, запершись в кабинете Мельки́адеса);
- Фернанда дель Карпио (была рождена, чтобы стать королевой и первый раз покинула свой дом в 12 лет);
- Рената Реме́диос «Ме́ме» Буэнди́а (была отправлена в монастырь против своей воли, но совершенно безропотно, после несчастия с Маурисьо Вавилонья, прожив там в вечном молчании);
- Аурелиано Вавилонья (жил, запершись в мастерской полковника Аурелиано Буэндиа, а после смерти Хосе Аркадио Второго перебрался в комнату Мельки́адеса).

Одна из основных причин их одинокой жизни и отрешённости — неспособность любить и предрассудки, которые были разрушены отношениями Аурелиано Вавилонья и Амаранты Урсулы, чьё незнание своего родства привело к трагическому финалу истории, в которой единственный сын, зачатый в любви, был съеден муравьями. Этот род не способен был любить, поэтому они были обречены на одиночество. Был исключительный случай между Аурелиано Вторым и Петрой Ко́тес: они любили друг друга, но у них не было и не могло быть детей. Единственная возможность иметь дитя любви у члена семьи Буэнди́а заключается в отношениях с другим членом семьи Буэнди́а, что и произошло между Аурелиано Вавилонья и его тётей Амарантой Урсулой. Кроме того, этот союз зародился в любви, предназначенной для смерти, любви, покончившей с родом Буэнди́а.
Наконец, можно говорить о том, что одиночество проявилось во всех поколениях. Самоубийство, любовь, ненависть, предательство, свобода, страдания, тяга к запретному — второстепенные темы, которые на протяжении романа меняют наши взгляды на многое и дают понять, что в этом мире мы живём и умираем в одиночестве.

### Реальность и вымысел
В произведении фантастические события преподносятся через обыденность, через ситуации, которые для персонажей не являются аномальными. Также и исторические события Колумбии, например, гражданские войны между политическими партиями, массовое убийство работников банановых плантаций (в 1928 году транснациональная банановая корпорация «Юнайтед Фрут» совершила при помощи правительственных войск жестокую резню сотен забастовщиков, ожидавших возвращения делегации с переговоров после массовых протестов) отражены в мифе о Макондо. Такие события, как вознесение на небо Ремедиос, пророчества Мелькиадеса, появление умерших персонажей, необычные предметы, привозимые цыганами (магнит, лупа, лёд)… врываются в контекст реальных событий, отражённых в книге, и призывают читателя войти в мир, в котором возможны самые невероятные события. Именно в этом заключается такое литературное течение как магический реализм, характеризующий новейшую латиноамериканскую литературу.

### Инцест
Отношения между родственниками обозначаются в книге через миф о рождении ребёнка со свиным хвостиком. Несмотря на это предупреждение, отношения возникают вновь и вновь между разными членами семьи и в разных поколениях на протяжении всего романа.
История начинается с отношений между Хосе Аркадио Буэндиа и его двоюродной сестрой Урсулой, которые росли вместе в старом посёлке и много раз слышали о своём дяде, имевшем свиной хвостик. Впоследствии Хосе Аркадио (сын основателя) женился на Ребеке, приёмной дочери, которая была ему дальней родственницей. Аркадио был рождён от Пилар Тернеры, и не подозревал, почему она не отвечала на его чувства, так как не знал ничего о своём происхождении. Аурелиано Хосе влюбился в свою тётю Амаранту, предложил ей женитьбу, но получил отказ. Также можно назвать близкими к любви отношения между Хосе Аркадио (сыном Аурелиано Второго) и Амарантой, тоже неудавшиеся. В конце концов развиваются отношения между Амарантой Урсулой и её племянником Аурелиано Вавилонья, которые даже не подозревали о своём родстве, поскольку Фернанда, бабушка Аурелиано и мать Амаранты Урсулы, скрыла тайну его рождения.
Эта последняя и единственная искренняя любовь в истории семьи, как это ни парадоксально, стала виной гибели рода Буэндиа, которая была предсказана в пергаментах Мельки́адеса.

## Сюжет
Почти все события романа происходят в вымышленном городке Макондо, но имеют частичное отношение к историческим событиям в Колумбии. Город был основан Хосе Аркадио Буэндиа, волевым и импульсивным лидером, глубоко заинтересованным в тайнах вселенной, которые ему периодически открывали заезжие цыгане во главе с Мелькиадесом. Город постепенно растёт, и правительство страны проявляет интерес к Макондо, но Хосе Аркадио Буэндиа оставляет руководство городом за собой, переманив присланного алькальда (мэра) на свою сторону.
В стране начинается гражданская война, и скоро в неё втягиваются жители Макондо. Полковник Аурелиано Буэндиа, сын Хосе Аркадио Буэндиа, собирает группу добровольцев и отправляется на борьбу против консервативного режима. Пока полковник участвует в военных действиях, Аркадио, его племянник, берёт руководство городом на себя, но становится жестоким диктатором. Через 8 месяцев его правления консерваторы захватывают город и расстреливают Аркадио.
Война длится несколько десятков лет, то затихая, то вспыхивая с новой силой. Полковник Аурелиано Буэндиа, утомлённый бессмысленной борьбой, заключает мирный договор. После того, как договор подписан, Аурелиано возвращается домой. В это время в Макондо прибывает банановая компания вместе с тысячами мигрантов и иностранцев. Город начинает процветать, и один из представителей рода Буэндиа — Аурелиано Второй — быстро богатеет, выращивая скот, который, благодаря связи Аурелиано Второго с любовницей, магически быстро размножается. Позже, во время одной из забастовок рабочих, Национальная армия расстреливает демонстрацию и, погрузив тела в вагоны, сбрасывает их в море.
После банановой бойни в городе в течение почти пяти лет непрерывно идет дождь. В это время рождается предпоследний представитель рода Буэндиа — Аурелиано Вавилонья (первоначально именовавшийся Аурелиано Буэндиа, прежде, чем он обнаружит в пергаментах Мелькиадеса, что Вавилонья — фамилия его отца). А когда дожди прекращаются, в возрасте более чем 120 лет умирает Урсула, жена Хосе Аркадио Буэндиа, основателя города и рода. Макондо же становится заброшенным и пустынным местом, в котором не родится скот, а здания разрушаются и зарастают.
Аурелиано Вавилонья вскоре остался один в разваливающемся доме Буэндиа, где он изучал пергаменты цыгана Мелькиадеса. Он на некоторое время прекращает их расшифровку из-за бурного романа со своей тётей Амарантой Урсулой, приехавшей домой после учёбы в Бельгии. Когда она умирает при родах, а их сына (который рождается со свиным хвостиком) съедают муравьи, Аурелиано наконец расшифровывает пергаменты. Дом и город попадают в смерч, как говорится в столетних записях, в которых содержалась целая история семейства Буэндиа, предсказанная Мелькиадесом. Когда Аурелиано расшифровывает концовку предсказаний, город и дом окончательно стираются с лица Земли.

## Семья Буэндиа

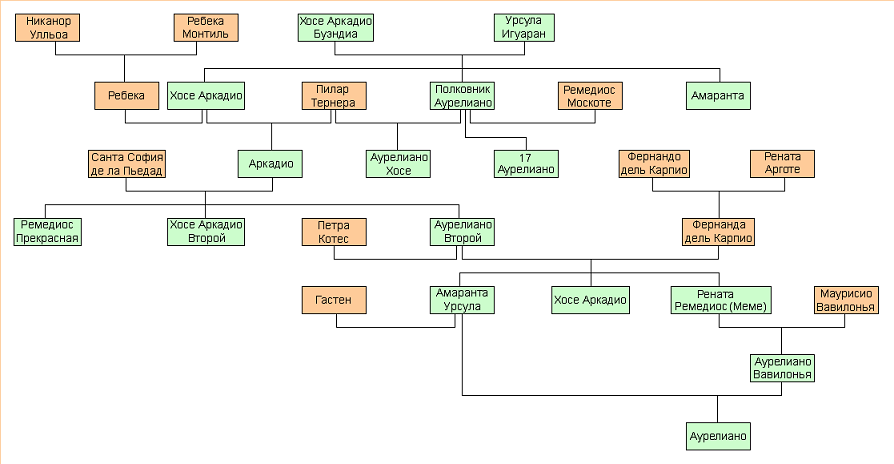
Генеалогическое древо семьи Буэндиа

### Первое поколение

#### Хосе Аркадио Буэндиа
Основатель семейства Буэндиа — волевой, упрямый и непоколебимый. Основатель города Макондо. Имел глубокий интерес к устройству мира, наукам, техническим новинкам и алхимии. Хосе Аркадио Буэндиа сошёл с ума, пытаясь отыскать философский камень и в конечном счёте забыл родной испанский, начав говорить на латыни. Его привязали к каштановому дереву во дворе, где он встретил свою старость в компании призрака Пруденсио Агиляра, убитого им в молодости. Незадолго до смерти, его жена Урсула снимает с него верёвки и освобождает мужа.

#### Урсула Игуаран
Жена Хосе Аркадио Буэндиа и мать семейства, которая воспитала большинство членов своего рода вплоть до праправнуков. Твёрдо и строго управляла семьёй, заработала изготовлением леденцов большую сумму денег и перестроила дом. В конце жизни Урсула постепенно слепнет и умирает в возрасте около 120 лет. Но помимо того, что она всех воспитала и зарабатывала, в том числе, и выпечкой хлеба, Урсула была едва ли не единственным членом семьи, обладавшим здравым умом, деловой хваткой, умением выживать в любой ситуации, сплачивая всех, и безграничной добротой. Если бы не она, являвшаяся стержнем всей семьи, неизвестно, как бы и куда бы повернулась жизнь семьи.

### Второе поколение

#### Хосе Аркадио
Хосе Аркадио — старший сын Хосе Аркадио Буэндиа и Урсулы, унаследовавший от отца упрямство и импульсивность. Урсула увидела его обнажённым перед сном и была удивлена, что он «так хорошо снаряжён для жизни». Любовницей Хосе Аркадио становится знакомая семьи Пилар Тернера, которая беременеет от него. В конечном счёте он оставляет семейство, вступает в связь с молодой цыганкой и отправляется вслед за цыганами. Возвращается Хосе Аркадио через много лет, в течение которых он был моряком и несколько раз совершил кругосветное путешествие. Хосе Аркадио превратился в сильного и угрюмого человека, чьё тело с ног до головы изрисовано татуировками. В Хосе Аркадио автор иронично воплотил черты мачо: помимо половой силы он был богатырски силён и брутален, «…мальчик, уведённый цыганами, и есть этот самый дикарь, съедающий за обедом полпоросенка и испускающий ветры такой силы, что от них цветы вянут».
По возвращении он сразу же вступает в брак с дальней родственницей, Ребекой (воспитывавшейся в доме его родителей, и успевшей вырасти, покуда он бороздил океаны), но за это его изгоняют из дома Буэндиа. Он живёт на окраине города у кладбища, и, благодаря махинациям сына — Аркадио, является владельцем всей земли в Макондо. Во время захвата города консерваторами Хосе Аркадио спасает брата, полковника Аурелиано Буэндиа, от расстрела, но вскоре сам загадочно погибает от огнестрельного ранения. Подозрения в том, что его убила его жена Ребека, ничем не были аргументированы или доказаны. «Впоследствии Ребека уверяла, что, когда муж вошёл туда, она мылась в купальне и ничего не знает. Её версия казалась сомнительной, но никто не мог придумать другой, более правдоподобной, — объяснить, зачем понадобилось Ребеке убивать человека, сделавшего её счастливой. Это была, пожалуй, единственная тайна в Макондо, так и оставшаяся нераскрытой.»

После убийства, его труп пропах порохом. Запах настолько сильно въелся в тело, что его могила ещё много лет пахла серой, пока не была закатана бетоном.

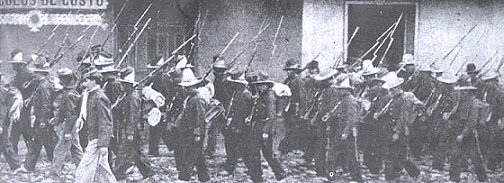
Солдаты времён гражданской войны в Колумбии

#### Полковник Аурелиано Буэндиа
Второй сын Хосе Аркадио Буэндиа и Урсулы. Аурелиано часто плакал в утробе матери и родился с открытыми глазами. С детства проявилась его предрасположенность к интуиции, он точно чувствовал приближение опасности и важных событий. Аурелиано унаследовал от отца задумчивость и философскую натуру, изучал ювелирное дело. Женился на малолетней дочери алькальда Макондо — Реме́диос, но она скончалась, не достигнув совершеннолетия, с близнецами в утробе. После начала гражданской войны полковник присоединился к либеральной партии и дослужился до должности главнокомандующего революционных сил Атлантического побережья, но отказался принять звание генерала до свержения партии консерваторов. В течение двух десятилетий поднял 32 вооружённых восстания и все их проиграл. Потеряв весь интерес в войне, в 1903 году он подписал Неерландский мирный договор и выстрелил себе в грудь, но выжил, потому что, когда полковник попросил своего врача указать, где точно находится сердце, тот умышленно нарисовал круг в таком месте, где пуля могла пройти, не задев жизненно важных внутренних органов. После этого, полковник возвращается к себе домой в Макондо. От любовницы брата — Пилар Тернеры у него родился сын Аурелиано Хосе, а от 17 других женщин, которых ему приводили во время военных походов — 17 сыновей. В старости полковник Аурелиано Буэндиа занимался изготовлением золотых рыбок. Сначала продавал их за цену, достаточную лишь, чтобы покрыть стоимость материала. Когда узнал, что люди покупают его рыбок в качестве реликвии, воспринимая его как исторического персонажа, оставшиеся годы просто делал из золота рыбок, а рыбок обратно переплавлял золото. В отличие от многих участников Гражданской войны, не пытался настаивать на пожизненной пенсии. Игнорировал почести, оказанные ему правительством.
Умер в старости, мочась у дерева, под которым его отец Хосе Аркадио Буэндиа сидел в течение многих лет, привязанный к скамейке.

#### Ремедиос Москоте
Ремедиос — младшая дочь алькальда Макондо Дона Аполинара Москоте. Всем всегда бросалась в глаза её прекрасная кожа и её изумрудно-зелёные глаза. Полковник Аурелиано Буэндиа влюбляется в неё, несмотря на её крайнюю молодость. Она умирает вскоре после свадьбы во время своей беременности. Много лет её куклы находились в спальне Полковника. Однако, в последние годы своей жизни он сжигает и их.

#### Амаранта
Третий ребёнок Хосе Аркадио Буэндиа и Урсулы. Амаранта растёт вместе со своей троюродной сестрой Ребекой, они одновременно влюбляются в итальянца Пьетро Креспи, тот отвечает взаимностью Ребеке, и с тех пор она становится злейшим врагом Амаранты. В минуты ненависти Амаранта молит Бога об отсрочке свадьбы, чтобы ей не пришлось травить Ребеку, вследствие чего, как полагает Амаранта, умирает Ремедиос. После того, как Ребека выходит замуж за Хосе Аркадио, она теряет всякий интерес к итальянцу. Позднее Амаранта отвергает и полковника Геринельдо Маркеса, оставшись в итоге старой девой. В неё были влюблены и мечтали о сексе с ней племянник Аурелиано Хосе и внучатый племянник Хосе Аркадио. Но умирает Амаранта девственницей в глубокой старости, в точности как ей предсказала сама смерть — после того, как она закончила вышивать погребальный саван.

#### Ребека
Ребека — сирота, которую удочерили Хосе Аркадио Буэндиа и Урсула. Ребека пришла в семью Буэндиа в возрасте около 10 лет с мешком. Внутри него были кости её родителей, которые являлись двоюродными родственниками Урсулы. Сначала девочка была чрезвычайно робкой, почти не разговаривала и имела привычки есть землю и извёстку со стен дома, а также сосать свой палец. Когда Ребека взрослеет, её красота пленяет итальянца Пьетро Креспи, но их свадьба постоянно откладывается из-за многочисленных трауров. В итоге эта любовь делает её и Амаранту, которая также влюблена в итальянца, злейшими врагами. После возвращения Хосе Аркадио, Ребека выходит наперекор воле Урсулы за него замуж. За это влюблённую пару изгоняют из дома. После смерти Хосе Аркадио, Ребека, озлобившись на весь мир, запирается в доме в одиночестве под заботой своей служанки. Позднее 17 сыновей полковника Аурелиано пытаются отремонтировать дом Ребеки, но им удаётся лишь обновить фасад, входную дверь им не открывают. Умирает Ребека в глубокой старости, со своим пальцем во рту.

### Третье поколение

#### Аркадио
Аркадио — незаконнорождённый сын Хосе Аркадио и Пилар Тернеры. Работал школьным учителем, однако берёт на себя руководство Макондо по требованию полковника Аурелиано, когда тот покидает город. Становится деспотичным диктатором. Аркадио старается искоренить церковь, начинаются гонения на живущих в городе консерваторов (в частности, на дона Аполинара Москоте). Когда он пытается казнить Аполинара за ехидное замечание, Урсула, не выдержав, по-матерински высекает его как маленького ребёнка. Получив информацию о том, что силы консерваторов возвращаются, Аркадио принимает решение бороться с ними теми малыми силами, что есть в городе, невзирая на приказ полковника Аурелиано Буэндиа сдать город в обмен на сохранение жизни либералам. После поражения и захвата города консерваторами он был расстрелян.

#### Аурелиано Хосе
Незаконнорождённый сын полковника Аурелиано и Пилар Тернеры. В отличие от сводного брата Аркадио, знал тайну своего происхождения и общался с матерью. Был воспитан тёткой, Амарантой, в которую был влюблён, однако не смог её добиться. Одно время сопровождал отца в его походах, участвовал в боевых действиях. Вернувшись в Макондо, был убит в результате неповиновения властям.

#### Санта София де ла Пьедад
Санта София — прекрасная девственница, дочь владельца небольшого магазина. Пилар Тернера наняла её переспать с Аркадио, который впоследствии стал её мужем. Семья Буэндиа приютила её и её детей у себя в доме после казни Аркадио. После смерти Урсулы она неожиданно уходит, не особо зная куда.

#### Другие сыновья полковника Аурелиано
Полковник Аурелиано имел 17 сыновей от 17 разных женщин, которых посылали к нему во время его походов «для улучшения породы». Все они носили имя отца (но имели разные прозвища), были крещены бабушкой, Урсулой, но воспитывались матерями. Впервые собрались все вместе в Макондо, узнав о юбилее полковника Аурелиано. Впоследствии четверо из них — Аурелиано Печальный, Аурелиано Ржаной, и двое других — жили и работали в Макондо. 16 сыновей были убиты в одну ночь в результате правительственных интриг против полковника Аурелиано. Единственный из братьев, кто сумел спастись — Аурелиано Влюблённый. Он долго скрывался, в глубокой старости просил убежища у одних из последних представителей рода Буэндиа — Хосе Аркадио и Аурелиано — но они отказали ему, так как не узнали. После этого был убит и он. Всем братьям стреляли в пепельные кресты на лбу, которые нарисовал им падре Антонио Исабель, и которые они не смогли смыть до конца.

### Четвёртое поколение

#### Ремедиос Прекрасная
Дочь Аркадио и Санты Софии де ла Пьедад. За свою красоту получила имя Прекрасной. Большинство членов семьи считали её чрезвычайно инфантильной девушкой, только один полковник Аурелиано Буэндиа считал её самой разумной из всех членов семьи. Все мужчины, добивавшиеся её внимания, погибли при различных обстоятельствах, что в конечном итоге принесло ей дурную славу. Была вознесена на небо лёгким порывом ветра, при снятии простыней в саду.

#### Хосе Аркадио Второй
Сын Аркадио и Санты Софии де ла Пьедад, брат-близнец Аурелиано Второго. Они родились через пять месяцев после расстрела Аркадио. Близнецы, осознав своё полное сходство в детстве, очень любили разыгрывать окружающих, меняясь местами. Со временем путаница лишь увеличилась. Пророчица Урсула даже заподозрила, что из-за семейного несходства с характерами, они всё-таки перепутались. Хосе Аркадио Второй вырос худым, как полковник Аурелиано Буэндиа. В течение почти двух месяцев делил с братом одну женщину — Петру Котес, но потом оставил её. Работал надсмотрщиком в банановой компании, в дальнейшем стал профсоюзным лидером и разоблачил махинации руководства и правительства. Выжил после расстрела мирной демонстрации рабочих на станции и очнулся, раненый, в поезде, везущем к морю более трёх тысяч убитых рабочих, стариков, женщин и детей. После произошедшего сошёл с ума и доживал оставшиеся дни в комнате Мелькиадеса, разбирая его пергаменты. Умер в один момент с братом-близнецом Аурелиано Вторым. В результате сутолоки во время похорон гроб с Хосе Аркадио Вторым положили в могилу Аурелиано Второго.

#### Аурелиано Второй
Сын Аркадио и Санты Софии де ла Пьедад, брат-близнец Хосе Аркадио Второго. О его детстве можно прочитать выше. Вырос огромным как его дед Хосе Аркадио Буэндиа. Благодаря страстной любви между ним и Петрой Котес её скот размножался безумно быстро, что Аурелиано Второй стал одним из самых богатых людей в Макондо. Полученные деньги он не копил, а спускал на бесконечные застолья, попойки и купания в шампанском, прослыв самым весёлым и гостеприимным хозяином в городе. Женился не на Петре Котес, а на Фернанде дель Карпио, которую долго искал после карнавала по единственной примете — она самая красивая женщина в мире. С ней у него было трое детей: Амаранта Урсула, Хосе Аркадио и Рената Ремедиос, с которой он был особенно близок. Много лет жил попеременно то с Петрой Котес, то с Фернандой с согласия обеих. Из-за постоянного обжорства, разжирел до степени, что не мог зашнуровать свои ботинки.
Когда начался дождь, он остался у Фернанды. За это время похудел, став снова похожим на своего брата-близнеца. Из-за нескольких лет постоянного дождя, почти весь скот, который на протяжении десятилетий по магической удаче Аурелиано Второго размножался, сдох. Петра Котес же после дождя встретила его с единственным осликом, которого сумела сохранить чудом, скармливая дорогие ткани, которые он дарил ей. Удача Аурелиано и Петры иссякла, поэтому после дождя они совместно с осликом разыгрывали лотереи, как Петра делала до встречи с ним. Умер в один день с братом-близнецом в бедности от рака горла.
Много лет назад забытый девиз «Плодитесь, коровы, жизнь коротка!», который он повторял, остался как насмешка на поминальном венке, принесённым его друзьями-собутыльниками на его могилу.

#### Фернанда дель Карпио
Фернанда родом из разорённой семьи аристократов, которая изолировала её от мира. Она была избрана самой красивой из 5000 девушек. Фернанду привезли в Макондо, чтобы посоревноваться с Ремедиос за титул королевы местного карнавала; как бы то ни было, её появление превращает карнавал в кровавое столкновение. После фиаско, она выходит замуж за Аурелиано Второго, который, несмотря на это, сохраняет отношения со своей любовницей, Петрой Котес. Тем не менее она вскоре отбирает лидерство в семье у престарелой Урсулы. Она железной рукой управляет делами семьи Буэндиа. У неё 3 ребёнка от Аурелиано Второго: Хосе Аркадио, Рената Ремедиос (или же Меме) и Амаранта Урсула. Она остаётся в доме после смерти своего мужа, заботясь о доме до самой смерти.
Фернанду никогда никто не принял в семье Буэндиа, так как все считали её чужой, тем не менее никто из Буэндиа не восстал против её несгибаемого консерватизма. Её ментальная и эмоциональная нестабильность проявляются через её паранойю, её переписку с «невидимыми целителями» и её иррациональное поведение по отношению к Аурелиано, которого она пыталась изолировать от всего мира.

### Пятое поколение

#### Рената Ремедиос (Меме)
Меме — первая дочь Фернанды и Аурелиано Второго. Окончила школу игры на клавикордах. В то время, когда она посвящала себя этому инструменту с «несгибаемой дисциплиной», Меме наслаждалась праздниками и выставками в излишествах, как и её отец. Познакомилась и полюбила Маурисьо Вавилонью, ученика механика банановой компании, которого всегда окружали жёлтые бабочки. Когда Фернанда узнала, что между ними возникли сексуальные отношения, она выхлопотала у алькальда ночную охрану в доме, которая ранила Маурисьо в один из его ночных визитов (пуля попала в позвоночник), после чего он стал инвалидом. Меме же Фернанда отвезла в монастырь, в котором сама училась, чтобы скрыть постыдную связь дочери. Меме после ранения Вавилоньи промолчала до конца своей жизни. Несколько месяцев спустя она родила сына, которого отправили Фернанде и назвали Аурелиано в честь его деда. Рената умерла от старости в мрачном госпитале Кракова, так и не произнеся ни единого слова, все время думая о своём дорогом Маурисьо.

#### Хосе Аркадио
Хосе Аркадио, сын Фернанды и Аурелиано Второго, названный так в честь своих предков в соответствии с семейной традицией, имел характер предыдущих Аркадио. Его растила Урсула, которая хотела, чтобы он стал Папой Римским, для чего его послали в Рим учиться. Однако Хосе Аркадио вскоре бросил семинарию. По возвращении из Рима после смерти своей матери, он нашёл клад и начал проматывать его в пышных празднествах, развлекаясь в том числе и с детьми. Позже появилось некое сближение, правда далёкое от дружбы, между ним и Аурелиано Вавилонья, его незаконнорождённым племянником, которому он планировал оставить доход от найденного золота, на которое он смог бы жить после отъезда в Неаполь. Но этого не случилось, поскольку Хосе Аркадио утопили четверо живших с ним детей, которые после убийства унесли все три мешка с золотом, о которых знали только они и Хосе Аркадио.

#### Амаранта Урсула
Амаранта У́рсула — младшая дочь Фернанды и Аурелиано Второго. Очень похожа на Урсулу (жену основателя рода), которая умерла, когда Амаранта была совсем маленькой. Она так и не узнала, что мальчик, присланный в дом Буэндиа, — её племянник, сын Меме. Она родила от него ребёнка (со свиным хвостиком), в отличие от остальных своих родственников — в любви. Она училась в Бельгии, но вернулась из Европы в Макондо со своим мужем, Гасто́ном, привезя с собой клетку с полсотней канареек, чтобы в Макондо снова стали жить птицы, которые поубивались после смерти Урсулы. Позже Гастон вернулся в Брюссель по делам и как ни в чём не бывало принял новость о романе между своей женой и Аурелиано Вавилонья. Амаранта Урсула умерла во время родов своего единственного сына, Аурелиано, положившего конец роду Буэндиа.

### Шестое поколение

#### Аурелиано Вавилонья
Аурелиано — сын Ренаты Ремедиос (Меме) и Маурисьо Вавилоньи. Был прислан в дом Буэндиа из монастыря, где его родила Меме, и ограждён от внешнего мира своей бабушкой, Фернандой, которая в попытке скрыть ото всех тайну его происхождения выдумала, что нашла его на реке в корзинке. Она прятала мальчика в ювелирной мастерской полковника Аурелиано три года. Когда он случайно выбежал из своей «камеры», никто в доме, кроме самой Фернанды, не подозревал о его существовании. По характеру он очень похож на полковника, настоящий Аурелиано. Был самым начитанным в роду Буэндиа, многое знал, мог поддержать разговор на многие темы.
В детстве вёл дружбу с Хосе Аркадио Вторым, который рассказывал ему правдивую историю расстрела работников банановых плантаций. Пока другие члены семьи приходили и уходили (сначала умерла Урсула, потом — близнецы, через некоторое время Санта София де ла Пьедад навсегда покинула дом Буэндиа, умерла Фернанда, вернулся Хосе Аркадио, его убили, вернулась, в конце концов, Амаранта Урсула), Аурелиано оставался в доме и почти никогда из него не выходил. Все своё детство провёл, читая письмена Мелькиадеса, пытаясь расшифровать его пергаменты, написанные на санскрите. В детстве ему часто являлся Мелькиадес, дававший ему подсказки к своим пергаментам. В книжной лавке учёного каталонца он познакомился с четырьмя приятелями, с которыми у него завязывается тесная дружба, но все четверо вскоре покидают Макондо, видя, что город приходит к непоправимому упадку. Можно сказать, что это они открыли для Аурелиано непознанный им внешний мир, вытащив его из изнурительного изучения трудов Мелькиадеса.
После прибытия из Европы Амаранты Урсулы, он почти сразу влюбляется в неё. Они встречались сначала тайно, но после скорого отъезда её мужа Гастона они смогли любить друг друга открыто. Эта любовь страстно и красиво описана в произведении. В течение долгого времени они подозревали, что являются сводными братом и сестрой, но не найдя этому никаких документальных доказательств, приняли выдумку Фернанды о младенце, приплывшем по реке в корзинке, как истину. Когда Амаранта умерла после родов, Аурелиано вышел из дому, полный боли из-за гибели возлюбленной. Пропив всю ночь с хозяином салона и не найдя ничьей поддержки, стоя посреди площади, он кричал: «Друзья — не друзья, а паскуды!». Эта фраза — отражение того одиночества и нескончаемой боли, которые врезались в его сердце. Утром, вернувшись в дом, он вспоминает про сына, уже к тому времени съеденного муравьями, и вдруг понимает смысл рукописей Мелькиадеса, и ему сразу стало ясно, что в них описана судьба рода Буэндиа.
Он с лёгкостью начинает расшифровывать пергаменты, как вдруг в Макондо начинается разрушительной силы ураган, стирающий из памяти людей город, как и было предсказано Мелькиадесом, «ибо ветвям рода, приговорённого к ста годам одиночества, не дано повториться на земле».

### Седьмое поколение

#### Аурелиано
Сын Аурелиано Вавилоньи и его тёти, Амаранты Урсулы. При его рождении сбылось старое предсказание Урсулы — ребёнок родился со свиным хвостиком, ознаменовав конец семьи Буэндиа. Несмотря на то, что его мать хотела назвать ребёнка Родриго, отец решил дать ему имя Аурелиано, следуя семейной традиции. Это единственный за целый век член семьи, рождённый в любви. Но, поскольку семья была обречена на сто лет одиночества, он не мог выжить. Аурелиано был съеден муравьями, которые заполонили дом из-за потопа, — именно так, как об этом было написано в эпиграфе к пергаментам Мелькиадеса: «Первый в роду будет к дереву привязан, последнего в роду съедят муравьи».

### Другие

#### Мелькиадес
Мелькиадес — член табора цыган, которые навещали Макондо каждый год в марте, демонстрируя удивительные предметы со всего мира. Мелькиадес продаёт Хосе Аркадио Буэндиа несколько новых изобретений, в том числе пару магнитов и алхимическую лабораторию. Позже цыгане сообщают, что Мелькиадес умер в Сингапуре, но тем не менее возвращается, чтобы жить с семьёй Буэндиа, заявляя, что он не смог вынести одиночество смерти. Он остаётся у Буэндиа и начинает писать загадочные пергаменты, которые в будущем расшифрует Аурелиано Вавилонья, и на которых начертано пророчество о конце рода Буэндиа. Мелькиадес умирает во второй раз, утонув в реке рядом с Макондо, и, после большой церемонии, организованной Буэндиа, становится первым человеком, похороненным в Макондо. Его имя происходит от Мельхиседека из Старого Завета, чей источник власти как первосвященника был загадочным.

#### Пилар Тернера
Была подростком, когда Хосе Аркадио Буэндиа основал Макондо. В разное время спала с братьями Аурелиано и Хосе Аркадио. Она становится матерью их детей, Аурелиано Хосе и Аркадио. Пилар читает будущее по картам и очень часто делает точные, хоть и туманные, предсказания. Она тесно связана с Буэндиа на протяжении всего романа, помогая им своими предсказаниями по картам. Она умирает спустя некоторое время после того, как ей исполнилось 145 лет (после этого она перестала считать), почти доживая до самых последних дней Макондо.
Слово «Ternera» с испанского означает «телятина», что подходит к тому, как с ней обращались Хосе Аркадио, Аурелиано и Аркадио. Также это может быть изменённым словом «ternura», что по-испански означает «нежность». Пилар часто представляется как любящая фигура, и автор часто использует имена в подобной манере.
Она играет важную часть в сюжете, так как является связью между вторым и третьим поколениями семьи Буэндиа. Автор подчёркивает её важность, заявляя после её смерти: «Это был конец.»

#### Пьетро Креспи
Пьетро — очень красивый и вежливый итальянский музыкант, который заведует музыкальной школой. Он устанавливает пианолу в доме Буэндиа. Он обручается с Ребекой, но Амаранта, которая также была влюблена в него, умудряется откладывать свадьбу на годы. Когда Хосе Аркадио и Ребека решают пожениться, он начинает свататься к Амаранте, которая была настолько озлобленна, что жестоко отвергает его. Подавленный потерей обеих сестёр, он совершает суицид.

#### Петра Котес
Петра — смуглая женщина с золотисто-карими глазами, похожими на глаза пантеры. Она — любовница Аурелиано Второго и любовь всей его жизни. Она приехала в Макондо, будучи подростком, вместе со своим первым мужем. После смерти своего мужа она завязывает отношения с Хосе Аркадио Вторым. Когда она встречает Аурелиано Второго, она и с ним завязывает отношения, не зная, что это — два разных человека. После того, как Хосе Аркадио Второй решает покинуть её, Аурелиано Второй получает её прощение и остаётся с ней. Он продолжает видеться с ней даже после своей свадьбы. В конце концов он начинает жить с ней, что сильно ожесточает его жену, Фернанду дель Карпио. Когда Аурелиано и Петра занимаются любовью, их животные плодятся с невиданной скоростью, но все они, в итоге, вымирают во время 4 лет дождя. Петра зарабатывает деньги, проводя лотереи и обеспечивает корзинами с едой Фернанду и её семью после смерти Аурелиано Второго.

#### Мистер Герберт и мистер Браун
Мистер Герберт — гринго, который однажды появился в доме Буэндиа, чтобы пообедать. Впервые попробовав местные бананы, он добивается открытия банановой компанией плантации в Макондо. Плантацией управляет властный мистер Браун. Когда Хосе Аркадио Второй добивается забастовки рабочих на плантации, компания заманивает более 3 тысяч бастующих и пулемёты расстреливают их на городской площади. Банановая компания и правительство полностью укрывают происшествие. Хосе Аркадио Второй — единственный, кто помнит о бойне. Компания приказывает армии уничтожить любое сопротивление и навсегда покидает Макондо. Происшествие скорее всего основано на Банановой Резне, которая произошла в Сьенаге, Магдалена в 1928 году.

#### Маурисио Вавилонья
Маурисио — брутально честный, великодушный и красивый механик, работающий на банановую компанию. Говорят, что он является потомком одного из цыган, что приходили в Макондо, когда город был ещё маленькой деревенькой. У него была необычная особенность — он был постоянно окружён жёлтыми бабочками, которые даже определённое количество времени следовали за его возлюбленными. Он завязывает романтические отношения с Меме до тех пор, пока об этом не узнаёт Фернанда и не пытается положить этому конец. Когда Маурисио пытается в очередной раз пробраться в дом, чтобы увидеть Меме, Фернанда добивается того, что его подстрелили как вора кур. Парализованный и прикованный к постели, он, обесcлавленный, проводит остаток своей долгой жизни в одиночестве.

#### Гастон
Гастон — состоятельный бельгийский муж Амаранты Урсулы, фламандец. Она выходит за него замуж в Европе и переезжает в Макондо, ведя его на шёлковом поводке. Гастон на 15 лет старше своей жены. Он авиатор и искатель приключений. Когда они вместе с Амарантой Урсулой переехали в Макондо, он думал, что их отъезд — это лишь вопрос времени, поскольку город оказался далеко не таким, каким описывала его жена. Когда он понимает, что она собирается остаться в Макондо, добивается того, чтобы его аэроплан перевезли через океан для организации доставки писем по воздуху. Самолёт был по ошибке отвезён в Африку, и когда он отправляется чтобы найти и вернуть его, Амаранта пишет ему о своей любви к Аурелиано Вавилоньей. Гастон стойко переносит известия, только прося их перевезти ему его велосипед.

#### Полковник Геринельдо Маркес
Друг и боевой товарищ полковника Аурелиано Буэндиа. Когда полковник предложил заключить мир с правительством, пойдя на уступки, обвинил друга в предательстве. За это был приговорён к расстрелу, но был помилован. Многие годы безрезультатно сватался к Амаранте, пока не был разбит параличом. Ожидал назначения пожизненных пенсий для ветеранов гражданской войны, пока не умер в очень глубокой старости. Отказал постаревшему полковнику Аурелиано Буэндиа в сумасбродной идее возобновить войну.

#### Габриэль Гарсиа Маркес
Габриэль Гарсиа Маркес всего лишь незначительный персонаж в романе, однако назван именем автора. Праправнук полковника Геринельдо Маркеса. Он и Аурелиано Вавилонья — близкие друзья. Они одни знают истинную историю города и события, происходившие в нём, в которую никто больше не верит. Он уезжает в Париж, выиграв конкурс, и решает остаться там, продавая старые газеты и пустые бутылки.

## Экранизация и постановки

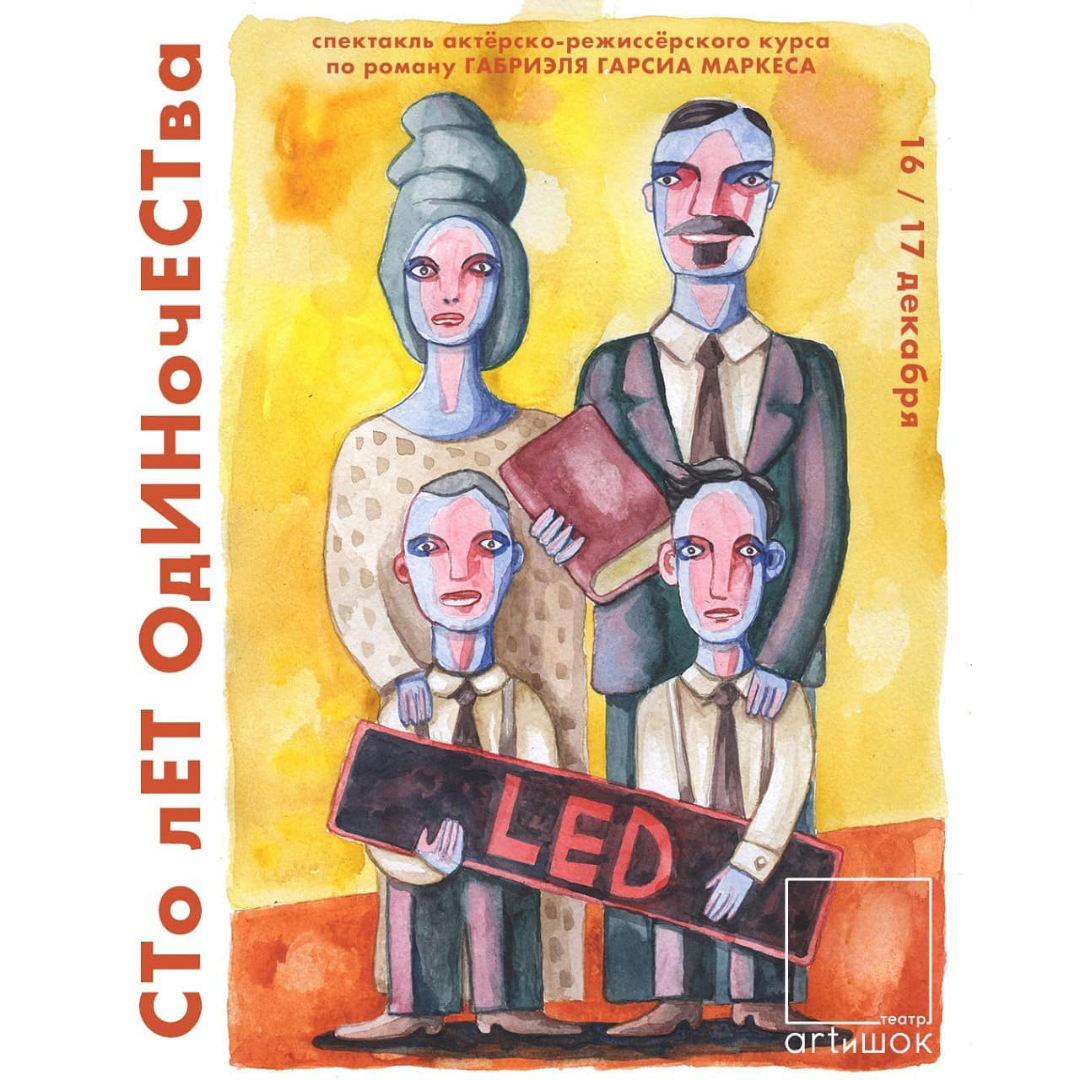
Афиша спектакля «Сто лет одиночества» театр АРТиШОК.

- 1994 — спектакль «Сто лет одиночества» режиссера Вячеслава Спесивцева в Московском молодежном экспериментальном театре. Габриэль Гарсия Маркес во время визита в Россию посетил спектакль Спесивцева и дал ему высокую оценку.
- 1984 — фильм «Прощание с ковчегом» (さらば箱舟, Saraba hakobune) Сюдзи Тэраямы вдохновлён романом.
- 2018 — спектакль «Один день в Макондо» — импровизации и этюды, вдохновлённые дипломным студенческим спектаклем ГИТИСа «Сто лет одиночества». Большинство ролей играют недавние выпускники «Мастерской Сергея Женовача», вошедшие в труппу «Студии театрального искусства». Общая продолжительность спектакля — 6 часов[значимость факта?].
- 2024 — сериал «Сто лет одиночества». Его исполнительными продюсерами стали сыновья писателя Родриго и Гонсало Гарсиа[5].

## Значение
«Сто лет одиночества» — одно из самых читаемых и переводимых произведений на испанском языке. Отмечено как второе по важности произведение на испанском после «Дон Кихота» Сервантеса на IV Международном конгрессе испанского языка, который проводился в Картахене, Колумбия, в марте 2007 года.

## Аллюзии на роман
- У Александра Громова есть песня «Воспоминание о Макондо» (1988)[6].
- У Янки Дягилевой в альбоме «Стыд и срам» (1991) есть песня «Столетний дождь»[7].
- У поэта и автора песен Александра Логунова в репертуаре есть песня «В Макондо идёт дождь».
- Название второго студийного альбома сибирской психоделической рок-группы «Егор и опизденевшие», записанного в 1991—1992 гг. и выпущенного в 1993 году, — «Сто лет одиночества».
- Итальянская фолк-рок-группа Modena City Ramblers[англ.] в 1997 году записала альбом «Terra e libertà» («Земля и воля»), в который вошли песни, написанные по мотивам романа Гарсиа Маркеса: «Cent’anni di solitudine», «Macondo Express», «Il ballo di Aureliano» и «Remedios la Bella».
- У Зои Ященко и группы «Белая Гвардия» в репертуаре есть песня «Сто лет одиночества».
- У группы «Дороги Меняют Цвет» в репертуаре есть песня «Сто лет одиночества».
- У группы БИ-2 в альбоме «Moloko» (2006) есть песня «Макондо», где, в частности, поётся про дождь.
- У группы Ackee Ma-Ma есть песня «Дождь в Макондо».
- У китайской певицы Ван Фэй есть песня «Сто лет одиночества» (百年孤寂).
- У рок-музыканта Александра Непомнящего есть песня «История одного города»., в котором есть аллюзии на роман.
- У поэта Робера Артуа присутствует отсылка на роман в стихотворении «В ночной тишине серебристая вьюга».
- У троицкого поэта Вадима Балабана в репертуаре присутствует песня «Сто лет одиночества».
- В репертуаре группы Долгота 38 есть песня «Макондо», написанная по мотивам произведения Маркеса.
- У группы «Копенgagен» в репертуаре есть песня «Сто лет одиночества».
- Получившая в 2018 году премию BAFTA «Лучшая видеоигра» What Remains of Edith Finch вдохновлена и сюжетно перекликается с романом Маркеса[8].